# Lijst van voetbalinterlands Congo-Kinshasa - Kameroen
Deze lijst van voetbalinterlands is een overzicht van alle officiële voetbalwedstrijden tussen de nationale teams van Congo-Kinshasa (dat van 1971 tot 1997 Zaïre heette) en Kameroen. De landen hebben tot op heden 36 keer tegen elkaar gespeeld. De eerste ontmoeting was een vriendschappelijke wedstrijd op 19 juli 1964 in Yaoundé. Het laatste duel, een kwartfinale tijdens het African Championship of Nations 2020, werd gespeeld in Douala op 30 januari 2021.

## Wedstrijden
| №  | Plaats         | Datum            | Competitie                                        | Wedstrijd                 | Uitslag |
| -- | -------------- | ---------------- | ------------------------------------------------- | ------------------------- | ------- |
| 1  | Yaoundé        | 19 juli 1964     | Vriendschappelijk                                 | Kameroen − Congo-Kinshasa | 2 − 1   |
| 2  | ?              | 3 januari 1965   | Afrikaanse Spelen 1965 kwalificatie               | Congo-Kinshasa − Kameroen | 3 − 2   |
| 3  | ?              | 14 maart 1965    | Afrikaanse Spelen 1965 kwalificatie               | Kameroen − Congo-Kinshasa | 1 − 3   |
| 4  | Kinshasa       | 30 januari 1969  | Vriendschappelijk                                 | Congo-Kinshasa − Kameroen | 1 − 2   |
| 5  | Yaoundé        | 5 maart 1972     | Afrika Cup 1972                                   | Kameroen − Zaïre          | 5 − 2   |
| 6  | Douala         | 4 februari 1973  | WK 1974 kwalificatie                              | Kameroen − Zaïre          | 0 − 1   |
| 7  | Kinshasa       | 25 februari 1973 | WK 1974 kwalificatie                              | Zaïre − Kameroen          | 0 − 1   |
| 8  | Kinshasa       | 27 februari 1973 | WK 1974 kwalificatie                              | Zaïre − Kameroen          | 2 − 0   |
| 9  | ?              | 28 oktober 1973  | Afrika Cup 1974 kwalificatie                      | Kameroen − Zaïre          | 2 − 1   |
| 10 | ?              | 11 november 1973 | Afrika Cup 1974 kwalificatie                      | Zaïre − Kameroen          | 2 − 0   |
| 11 | Libreville     | 5 juli 1976      | Centraal-Afrikaanse Spelen 1976                   | Zaïre − Kameroen          | 1 − 2   |
| 12 | Kinshasa       | 12 april 1981    | WK 1982 kwalificatie                              | Zaïre − Kameroen          | 1 − 0   |
| 13 | Douala         | 26 april 1981    | WK 1982 kwalificatie                              | Kameroen − Zaïre          | 6 − 1   |
| 14 | Luanda         | 23 augustus 1981 | Centraal-Afrikaanse Spelen 1981                   | Zaïre − Kameroen          | 2 − 0   |
| 15 | Kinshasa       | 8 januari 1984   | Vriendschappelijk                                 | Zaïre − Kameroen          | 2 − 2   |
| 16 | Ziguinchor     | 16 januari 1992  | Afrika Cup 1992                                   | Kameroen − Zaïre          | 1 − 1   |
| 17 | Kinshasa       | 10 januari 1993  | WK 1994 kwalificatie                              | Zaïre − Kameroen          | 1 − 2   |
| 18 | Yaoundé        | 1 maart 1993     | WK 1994 kwalificatie                              | Kameroen − Zaïre          | 0 − 0   |
| 19 | Yaoundé        | 16 oktober 1994  | Afrika Cup 1996 kwalificatie                      | Kameroen − Zaïre          | 1 − 0   |
| 20 | Kinshasa       | 23 april 1995    | Afrika Cup 1996 kwalificatie                      | Zaïre − Kameroen          | 2 − 1   |
| 21 | Bobo-Dioulasso | 20 februari 1998 | Afrika Cup 1998                                   | Kameroen − Congo-Kinshasa | 0 − 1   |
| 22 | Sikasso        | 20 januari 2002  | Afrika Cup 2002 kwalificatie                      | Kameroen − Congo-Kinshasa | 1 − 0   |
| 23 | Caïro          | 29 januari 2006  | Afrika Cup 2006                                   | Kameroen - Congo-Kinshasa | 2 − 0   |
| 24 | Garoua         | 9 oktober 2010   | Afrika Cup 2012 kwalificatie                      | Kameroen − Congo-Kinshasa | 1 − 1   |
| 25 | Kinshasa       | 7 oktober 2011   | Afrika Cup 2012 kwalificatie                      | Congo-Kinshasa − Kameroen | 2 − 3   |
| 26 | Yaoundé        | 2 juni 2012      | WK 2014 kwalificatie                              | Kameroen − Congo-Kinshasa | 1 − 0   |
| 27 | Kinshasa       | 16 juni 2013     | WK 2014 kwalificatie                              | Congo-Kinshasa − Kameroen | 0 − 0   |
| 28 | Garoua         | 25 augustus 2013 | African Championship of Nations 2014 kwalificatie | Kameroen − Congo-Kinshasa | 0 − 1   |
| 29 | Lubumbashi     | 30 augustus 2013 | African Championship of Nations 2014 kwalificatie | Congo-Kinshasa − Kameroen | 1 − 1   |
| 30 | Lubumbashi     | 6 september 2014 | Afrika Cup 2015 kwalificatie                      | Congo-Kinshasa − Kameroen | 0 − 2   |
| 31 | Yaoundé        | 15 november 2014 | Afrika Cup 2015 kwalificatie                      | Kameroen − Congo-Kinshasa | 1 − 0   |
| 32 | Mbankomo       | 7 januari 2015   | Vriendschappelijk                                 | Kameroen − Congo-Kinshasa | 1 − 1   |
| 33 | Bergen         | 9 juni 2015      | Vriendschappelijk                                 | Congo-Kinshasa − Kameroen | 1 − 1   |
| 34 | Butare         | 25 januari 2016  | African Championship of Nations 2016              | Kameroen − Congo-Kinshasa | 3 − 1   |
| 35 | Yaoundé        | 5 januari 2017   | Vriendschappelijk                                 | Kameroen − Congo-Kinshasa | 2 − 0   |
| 36 | Douala         | 30 januari 2021  | African Championship of Nations 2020              | Congo-Kinshasa − Kameroen | 1 − 2   |

## Samenvatting
| Competitie                                   | Totaal gespeeld | Winst Congo-Kinsh. | Gelijk | Winst Kameroen | Doelsaldo Congo-Kinsh. – Kameroen |
| -------------------------------------------- | --------------- | ------------------ | ------ | -------------- | --------------------------------- |
| WK-kwalificatie                              | 9               | 3                  | 2      | 4              | 6 − 10                            |
| Afrika Cup                                   | 4               | 1                  | 1      | 2              | 4 − 8                             |
| Afrika Cup-kwalificatie                      | 9               | 2                  | 1      | 6              | 8 − 12                            |
| African Championship of Nations              | 2               | 0                  | 0      | 2              | 2 − 5                             |
| African Championship of Nations-kwalificatie | 2               | 1                  | 1      | 0              | 2 − 1                             |
| Afrikaanse Spelen-kwalificatie               | 2               | 2                  | 0      | 0              | 6 − 3                             |
| Centraal-Afrikaanse Spelen                   | 2               | 1                  | 0      | 1              | 3 − 2                             |
| Vriendschappelijk                            | 6               | 0                  | 3      | 3              | 6 − 10                            |
| Totaal                                       | 36              | 10                 | 8      | 18             | 37 − 51                           |

Wedstrijden bepaald door strafschoppen worden, in lijn met de FIFA, als een gelijkspel gerekend.

## Details

### Vijfde ontmoeting
| Troostfinale Afrika Cup 1972 (Yaoundé, Kameroen, 5 maart 1972):                                                |       |                                        |
| Kameroen | 5 – 2 | Zaïre                                  |
| Jean-Paul Akono 4' (pen.) Paul-Gaston Ndongo 31' Norbert Owona 32' Philippe Mouthé 34' Jean-Baptiste Ndoga 42' | goals | 13' Emmanuel Etepé 17' Adelard Mayanga |

### 26ste ontmoeting
| WK 2014 kwalificatie (Yaoundé, Kameroen, 2 juni 2012): |       |                |
| Kameroen                                               | 1 – 0 | Congo-Kinshasa |
| Eric Maxim Choupo-Moting 54' (pen.)                    | goals |                |

### 27ste ontmoeting
| WK 2014 kwalificatie (Kinshasa, Congo-Kinshasa, 16 juni 2013): |       |          |
| Congo-Kinshasa                                                 | 0 – 0 | Kameroen |
|                                                                | goals |          |

### 32ste ontmoeting
| Vriendschappelijk (Yaoundé, Kameroen, 7 januari 2015): |       |                     |
| Kameroen                                               | 1 – 1 | Congo-Kinshasa      |
| Franck Etoundi 36'                                     | goals | 90' Yannick Bolasie |

### 33ste ontmoeting
| Vriendschappelijk (Bergen, België, 9 juni 2015): |       |                  |
| Congo-Kinshasa                                   | 1 – 1 | Kameroen         |
| Jordan Botaka 11'                                | goals | 39' Henri Bedimo |

### 34ste ontmoeting
| African Championship of Nations 2016 (Butare, Rwanda, 25 januari 2016): |       |                      |
| Kameroen                                                                | 3 – 1 | Congo-Kinshasa       |
| Yazid Atouba 40' Moumi Ngamaleu 52' Samuel Nlend 64'                    | goals | 47' Jean-Marc Makusu |

### 35ste ontmoeting
| Vriendschappelijk (Yaoundé, Kameroen, 5 januari 2017): |       |                |
| Kameroen                                               | 2 – 0 | Congo-Kinshasa |
| Ambroise Oyongo 53' Christian Bassogog 64'             | goals |                |

FECOFA · Bondscoaches · Selecties · A-internationals · Vrouwenelftal van Congo-Kinshasa
1960 – 1969 ·
1970 – 1979 ·
1980 – 1989 ·
1990 – 1999 ·
2000 – 2009 ·
2010 – 2019 ·
2020 – 2029
AC 1965 ·
AC 1968 ·
AC 1970 ·
AC 1972 ·
AC 1974 ·
WK 1974 ·
AC 1976 ·
AC 1988 ·
AC 1992 ·
AC 1994 ·
AC 1996 ·
AC 1998 ·
AC 2000 ·
AC 2002 ·
AC 2004 ·
AC 2006 ·
AC 2013
1963 ·
1964 · 
1965 ·
1966 · 
1967 ·
1968 · 
1969 ·
1970 · 
1971 ·
1972 · 
1973 ·
1974 · 
1975 · 
1976 ·
1977 · 
1978 ·
1979 ·
1979 · 
1980 ·
1980 · 
1981 ·
1982 ·
1983 ·
1984 · 
1985 ·
1986 · 
1987 ·
1988 · 
1989 ·
1990 · 
1991 ·
1992 · 
1993 ·
1994 · 
1995 ·
1996 · 
1997 ·
1998 · 
1999 ·
2000 · 
2001 ·
2002 · 
2003 ·
2004 · 
2005 · 
2006 ·
2007 · 
2008 ·
2009 · 
2010 · 
2011 ·
2012 · 
2013 · 
2014 ·
2015 ·
2016 ·
2017 ·
2018 ·
2019 ·
2020 ·
2021 ·
2022 ·
2023
Algerije ·
Angola ·
Bahrein ·
Benin ·
Botswana ·
Brazilië ·
Burkina Faso ·
Burundi ·
Centraal-Afrikaanse Republiek ·
China ·
Congo-Brazzaville ·
Djibouti ·
Egypte ·
Equatoriaal-Guinea ·
Ethiopië ·
Gabon ·
Gambia ·
Ghana ·
Guinee ·
Irak ·
Ivoorkust ·
Joegoslavië ·
Kaapverdië ·
Kameroen ·
Kenia ·
Lesotho ·
Liberia ·
Libië ·
Madagaskar ·
Malawi ·
Mali ·
Marokko ·
Mauritanië ·
Mauritius ·
Mexico ·
Mozambique ·
Namibië ·
Nieuw-Zeeland ·
Niger ·
Nigeria ·
Oeganda ·
Oman ·
Qatar ·
Roemenië ·
Rwanda ·
Saoedi-Arabië ·
Schotland ·
Senegal ·
Seychellen ·
Sierra Leone ·
Soedan ·
Swaziland ·
Tanzania ·
Togo ·
Tsjaad ·
Tunesië ·
Zambia ·
Zimbabwe ·
Zuid-Afrika ·
Zuid-Soedan
FCF · A-internationals · Selecties · Bondscoaches · Statistieken · Kameroens vrouwenelftal · Kameroen U21 · Kameroen U20 · Kameroen U19 · Kameroen U18 · Kameroen U17
1960 – 1969 · 
1970 – 1979 · 
1980 – 1989 · 
1990 – 1999 · 
2000 – 2009 · 
2010 – 2019 ·
2020 − 2029
CC 2001 · 
CC 2003
WK 1982 · 
WK 1990 · 
WK 1994 · 
WK 1998 · 
WK 2002 · 
WK 2010 · 
WK 2014 ·
WK 2022
OS 1984 · 
OS 2000 · 
OS 2008
1961 · 
1960 · 
1961 · 
1962 · 
1963 · 
1964 · 
1965 · 
1966 · 
1967 · 
1968 · 
1969 · 
1970 · 
1971 · 
1972 · 
1973 · 
1974 · 
1975 · 
1976 · 
1977 · 
1978 · 
1979 · 
1980 · 
1981 · 
1982 · 
1983 · 
1984 · 
1985 · 
1986 · 
1987 · 
1988 · 
1989 · 
1990 · 
1991 · 
1992 · 
1993 · 
1994 · 
1995 · 
1996 · 
1997 · 
1998 · 
1999 · 
2000 · 
2001 · 
2002 · 
2003 · 
2004 · 
2005 · 
2006 · 
2007 · 
2008 · 
2009 · 
2010 · 
2011 · 
2012 · 
2013 ·
2014 ·
2015 ·
2016 ·
2017 ·
2018 ·
2019 ·
2020 ·
2021 ·
2022
Albanië ·
Algerije ·
Angola ·
Argentinië ·
Australië ·
Benin ·
Bolivia ·
Brazilië ·
Bulgarije ·
Burkina Faso ·
Burundi ·
Canada ·
Centraal-Afrikaanse Republiek ·
Chili ·
Colombia ·
Comoren ·
Congo-Brazzaville ·
Congo-Kinshasa ·
Costa Rica ·
Cuba ·
Denemarken ·
Duitsland ·
Egypte ·
Engeland ·
Equatoriaal-Guinea ·
Eritrea ·
Ethiopië ·
Finland ·
Frankrijk ·
Gabon ·
Gambia ·
Georgië ·
Ghana ·
Griekenland ·
Guinee ·
Guinee-Bissau ·
Ierland ·
India ·
Indonesië ·
Iran ·
Italië ·
Ivoorkust ·
Jamaica ·
Japan ·
Kaapverdië ·
Kenia ·
Koeweit ·
Kroatië ·
Lesotho ·
Liberia ·
Libië ·
Luxemburg ·
Madagaskar ·
Malawi ·
Mali ·
Marokko ·
Mauritanië ·
Mauritius ·
Mexico ·
Moldavië · 
Mozambique ·
Namibië ·
Nederland ·
Niger ·
Nigeria ·
Noord-Macedonië ·
Noorwegen ·
Oeganda ·
Oekraïne ·
Oezbekistan ·
Oostenrijk ·
Panama ·
Paraguay ·
Peru ·
Polen ·
Portugal ·
Roemenië ·
Rusland ·
Rwanda ·
Saoedi-Arabië ·
Sao Tomé en Principe ·
Senegal ·
Servië ·
Sierra Leone ·
Slowakije ·
Soedan ·
Somalië ·
Sovjet-Unie ·
Swaziland ·
Tanzania ·
Thailand · 
Togo ·
Tsjaad ·
Tunesië ·
Turkije ·
Verenigde Staten ·
Zambia ·
Zimbabwe ·
Zuid-Afrika ·
Zuid-Korea ·
Zuid-Soedan ·
Zweden ·
Zwitserland
Brazilië (2014) · 
Brazilië (2022) · 
Denemarken (2010) · 
Egypte (2017) ·
Frankrijk (2003) · 
Italië (1982) · 
Japan (2010) · 
Kroatië (2014) · 
Mexico (2014) ·
Nederland (2010) · 
Peru (1982) · 
Polen (1982) · 
Servië (2022)